# Azken guda dantza
Azken guda dantza ('La última danza de guerra' en euskera) es el cuarto y último álbum del grupo musical vasco Kortatu. Es un disco grabado en vivo, a finales de 1988, en Pamplona. Para este disco, el único grabado en vivo en la carrera de Kortatu, se contó con la colaboración de Kaki Arkarazo, quien en ese momento era guitarrista de M-ak.

## Lista de canciones
En el doble LP, editado por Nola en 1988, se incluye la canción Hernani 15-VI-84, que por falta de espacio en el CD, no se incluyó en la reedición. La canción Ehun Ginen tampoco se incluyó en ninguno de los dos formatos, sino que se publicó en un sencillo aparte. Además, hay que añadir que fue uno de los pocos discos censurados después de la dictadura franquista, por los coros del público en la canción Aizkolari, con vitores a ETA.
1. After-boltxebike
2. Oker nago
3. Etxerat!
4. Equilibrio
5. Mr. Snoid entre sus amigos los humanos
6. La línea de frente
7. Gernika 37-87
8. Makurtu gabe
9. Hotel Monbar
10. Sospechosos
11. A la calle
12. La familia Iskariote
13. Desmond Tutu
14. Platinozko sudurrak
15. Aizkolari
16. Jimmi Jazz
17. Denboraren Menpe
18. Zu atrapatu arte
19. Tatuado
20. Nicaragua sandinista
21. Hay algo aquí que va mal
22. A.E.K.ko beteranoak
23. Jaungoikoa eta Lege Zaharra
24. El último ska
25. Kolpez kolpe

## Formación
- Fermin Muguruza: Voz y guitarra
- Kaki Arkarazo: Guitarra
- Iñigo Muguruza: Bajo
- Treku Armendariz: Batería

- Datos: Q3753030